# S/S Great Eastern

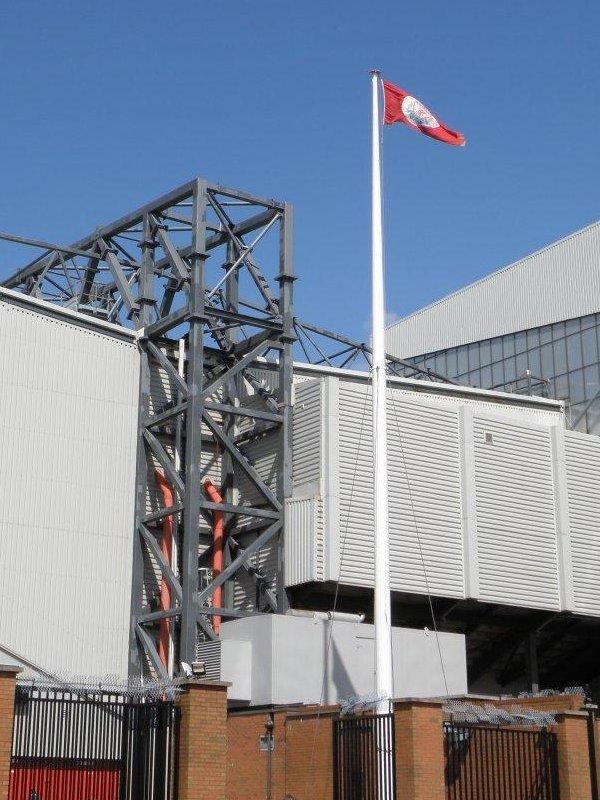
En mast från S/S Great Eastern, idag flaggstång

S/S Great Eastern var en oceanångare som konstruerades av Isambard Kingdom Brunel. Hon var med sina 211 meters längd med stor marginal världens största fartyg när hon sattes i tjänst 1858 och förblev det största fram till RMS Oceanic 1899. Fartyget var avsett för trafik till Australien men på grund av låg efterfrågan seglade hon istället utan större framgång över Atlanten 1860–1863. Efter en konkurs byggdes hon om för att lägga ut transatlantiska telegrafkabeln 1865–1866; hon lade sammanlagt ut cirka 50 000 km telegrafkabel åren 1866–1878.

## Historia
Företaget Eastern Steam Navigation Company grundades år 1851 för att finansiera och bygga skeppet. Visionerna var stora; Great Eastern skulle bli större, starkare och mer imponerande än alla andra fartyg som någonsin byggts.
Till chefsingenjör utsågs britten Isambard Kingdom Brunel som ansågs vara tidens skickligaste och mest visionäre ingenjör. John Scott Russell utsågs till arkitekt. Han försattes emellertid i konkurs i februari 1856 och fordringsägarna stoppade bygget. Efter tre månader gick fordringsägaren med på en förlikning och skeppsbygget fortgick ett år till.
Jungfruresan påbörjades den 7 september 1859. Veckan därpå, efter att ha fått se Great Eastern segla ut till havs, dog Isambard Kingdom Brunel av ett slaganfall.
Fartyget var avsett för 4.000 passagerare i trafik på rutten Storbritannien-Australien, men visade sig ekonomiskt olönsamt i linjetrafik. Fartygets konstruktion gjorde även att hon rullade starkt vid sjögång vilket gjorde resorna obehagliga. Great Eastern användes vid mitten av 1860-talet för nedläggning av de första transatlantiska telegrafkablarna mellan England och USA.
År 1889 höggs fartyget upp i Rock Ferry vid mynningen av floden Mersey. Det tog 18 månader att göra skeppet till skrot som kunde säljas. En av masterna står nu som flaggstång på Kop end på Anfield Road i Liverpool.